# كريس مادن (مصممة)
كريس مادن (بالإنجليزية: Chris Madden)‏ هي مصممة أمريكية، ولدت في 1 يونيو 1948 في روكفيل سنتر في الولايات المتحدة.